# エコドライブ
エコドライブ（米: environmentally friendly driving又はgreen driving）とは、燃費を向上させるために乗り物のユーザーが行う施策や、そうした施策のもとに行う運転のことである。

## 背景
エコドライブとは、燃費向上のために自動車などのユーザーが行う様々な施策や、そうした配慮を行った運転のことである。
自動車は同じ距離を移動するにも、運転方法などによって燃料の消費量（燃費）、タイヤやブレーキパッドの摩耗量に差が生ずる。
- 環境問題への対策として

消費する燃料の増加に比例し、CO2排出量も増加する。
地球温暖化につながる温室効果ガスの排出削減のため、エコドライブが推進されている。
なお、自動車など運輸部門によるCO2排出量は、全体の21 %を占める。
- モータースポーツでの戦略として

モータースポーツでも競技中に給油が必要になる場合（耐久レースなど長丁場の競技）、ピットストップに要する時間がタイムロスとして問題となってくる。そのため戦略上、速く走った上で給油回数を減らすエコドライブをすることが重要となってくる。
マツダが、燃費では不利と言われるロータリーエンジンでル・マン24時間に参戦していた際もそれが課題となっており、ロータリーエンジン開発～ルマン参戦をつづった著書には｢同じマシンでも、ドライバーによって燃費に差があるということです｣｢効率の良い走りが勝負のポイントになる｣などとある。

## 施策
具体的な施策としては、以下の施策がある。

以下の通り、運転技術による燃費向上施策だけでなく、運転する前に実施する施策もあり、ドライバーだけでなく、家族の協力などもエコドライブに繋がる。

### 運転技術に関するもの
加減速などの運転技術により、燃費を向上させる施策。
流れの良い道を選ぶ
信号待ちの停車時間を減らし、発進・停止・加減速の頻度を下げ、効率のよい速度で走れる時間を長くする。
急加速を控える
発進から加速にかけてのスロットルワークに気を使う。
具体的には、低速時にアクセルペダルをむやみに深くまで踏み込まない、速度が乗った後も必要以上にエンジンを高回転まで回さないなど。
加減速を控える
車間距離をあけて一定速度で走行しないと、加減速の機会が増え、市街地で2 %程度、郊外では6 %程度燃費が悪化する。
高速道路では速度を控える
目標速度を5 km/h抑えると、5 %程度燃料消費が少なくなる。
エンジンブレーキを使う
エンジンブレーキを使うと、燃料の供給が停止され、2 %程度燃費が改善する。
回生ブレーキが使える場合、燃料を使わずに充電ができるため、さらに燃費が改善する。
早めにアクセルペダルを戻す
前方の信号機が赤色を示す時など、この先停止することが分かったら、早めにアクセルペダルから足を離し、エンジンブレーキで減速することで、2.1 %程度燃費が改善する。

### 運転操作以外で燃料消費の抑制に関するもの
運転操作以外でも燃料を無駄に消費しないで節約する施策。
エアコンの利用を控える
外気温25 ℃でエアコンを使用すると、12 %程度燃費が悪化する。
不必要な暖機運転をしない
5分間の暖機運転で、燃料160 cc程度を浪費する。ただし、寒冷条件下の冷間始動においては、エンジンの負担が増す虞もある。
電動機だけでの走行が可能なハイブリッドカーを含む電動車は、この点でも有利である。
アイドリングストップ
10分間のアイドリング（ニュートラルレンジ、エアコンOFFの場合）で、燃料130cc程度を浪費する。

### 道路状況に関するもの
道路状況による燃費悪化要素を改善させる施策。
道路状況をチェックして計画的なドライブ
1時間のドライブ予定で道に迷い、10分余計に走行すると14%程度の燃費悪化に相当する。
迷惑駐車をしない
平均車速が時速40kmから時速20kmに落ちると、31%程度の燃費悪化に相当すると言われている。

### 抵抗軽減に関するもの
自動車が走行する時に抵抗となる要素をできるだけ軽減させて燃費を向上させる施策。
タイヤの空気圧をチェック
タイヤの空気圧が適正値より50kPa(0.5kg/cm2)不足すると、市街地で2%程度、郊外で4%程度、それぞれ燃費が悪化する。
車体の軽量化
不要な荷物を積まない
100kgの不要な荷物を載せて走ると、3%程度燃費が悪化する。
なお100kgという数値は、HA36Vアルトバン(610kg)の車体乾燥重量の16%強に相当する。
むやみに燃料を満タンにしない
スズキが提唱しており、そのためアルトの低燃費仕様｢アルト・エコ｣は標準車よりガソリンタンクが小さい。

## 効果

### 環境への効果
エコドライブをする前の運転技術にもよるが、一般的に20%近くは向上すると言われている。
先述の通り、自動車などの運輸部門によるCO2排出量は全体の21%を占めるため、全ての自動車がエコドライブを実践すると全体の約4%と膨大なCO2排出量削減へと繋がる。
新技術を必要とせず、莫大なお金も必要としないエコドライブは大きな可能性を秘めていると言える。

### 消費者への効果
10%燃費が向上すれば、ガソリン代は約9%削減でき、20%燃費が向上すれば、ガソリン代は約17%削減できる。
年間走行距離が1万km、燃費が10km/lの消費者がエコドライブにより10%燃費向上できると、
ガソリン消費量は1000リットル/年から、909リットル/年へと91リットル削減する事ができる。
これをガソリン代130円/lで換算すると、1万1830円削減できる事となる。
同様の計算で燃費が20%改善した場合は、2万1710円削減できる事となる。
これらの効果が車を買い換えることなく生まれることも大きなポイントである。
- トップ・ギア及びジェレミー・クラークソンのコメント

BBCの番組トップ・ギアで燃費の話題が上がった(この回ではBMW・M3とプリウスのエコラン競争を行なった。だがプリウスが不利な条件もあり、結果プリウスが負けた)際には司会のジェレミー・クラークソンが「『どの』車に乗る事よりも『どのような』運転をするかが重要だ(エコカーよりエコドライブの方が大切だ)」、「ガソリンが高いからと言ってモンデオを手放す必要はない」と話していた。
- 平沢進のコメント

またプリウスオーナーである平沢進もまた、｢ハイブリッド・カーを買わなくても燃費を良くすることはできる(とHVに乗って気付いた)｣と発言している。同氏はさらに｢(燃費計があるために)それをさらに良くしようという欲求が出てくる｣ともコメントしており、さらなる低燃費の実現にはエコドライブを楽しいものにしていく仕掛けが重要であることが窺える。

## 問題点
アンケートによると、
「エコドライブを実践していて難しいと感じること」については、面倒くさいという意見（7.3%）よりも、効果がわかりにくいという意見（55.6%）が多い。また、「エコドライブを実践しない理由」については、「エコドライブに関する知識が不足している」が65.1%「エコドライブを実践しても効果がわかりにくい」が33.9%との結果が出ている。つまり、エコドライブは大きな可能性を秘めているものの、利用者にとっての効果が知られておらず、よくわからないから実践しないという状況と思われる。（2006年時点）
また、自動車の利用自体が環境破壊を招来する事には変わりなく、自動車利用の改善案と平行して公共交通や自転車等、環境負荷が小さい交通手段の利用推進策を十分に講じないまま、エコドライブのみで事足れりとするのでは自己欺瞞ではないか、との声もある。

## 様々なエコドライブ支援の取り組み
- チーム・マイナス6%
- エコドライブ推進月間
- モビリティ・マネジメント
- スマートモビリティ

など